# Toy Bulldog

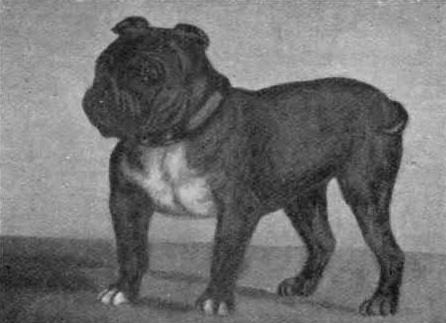
Toy Bulldog Little Knot 1903

Il Toy Bulldog è una razza di cane estinta che esisteva in Inghilterra durante il XVIII e l'inizio del XIX secolo.

## Storia
Gli allevatori stavano lavorando in due direzioni diverse per creare questa razza. Uno era ridimensionare il Bulldog. Questo non ha avuto molto successo, a causa delle complicazioni con l'allevamento di cani di taglia sub-regolare di questa razza insieme. I cuccioli di Bulldog di taglia nana erano (e sono ancora) occasionalmente nati da genitori di taglia normale, ma non erano né i cani più sani, né i più fertili. Spesso hanno prodotto cuccioli di taglia normale. Pertanto, questa versione della razza non era mai stata creata.
Un altro tentativo di creare il Toy Bulldog è stato attraverso l'incrocio di Bulldog francesi con Bulldog e la loro prole per ridurre il peso a un desiderabile 9 kg o meno. C'erano diversi cani e la razza è stata presentata dal "The French Toy Bulldog Club of England" al Kennel Club. Tuttavia, anche questa versione della razza non era stata sviluppata fino al punto di riconoscimento. Gli allevatori inglesi e i rappresentanti del Kennel Club si sono rifiutati di chiamare Bulldog un cane di razza mista.

## Caratteristiche
Il termine "Toy Bulldog" è usato occasionalmente per descrivere una piccola varietà di un'altra croce nota come "Bulldog in miniatura". Questa non è una razza consolidata, ma un ibrido, risultante dall'incrocio di Bulldog con Carlini e la loro prole.
I Toy Bulldog sono difficili e testardi da addestrare. Questi cani non possono vivere e socializzare con altri cani che sono stati portati a maturità. Sono disponibili in una varietà di colori diversi che vanno dal giallo pallido, fulvo chiaro al rosso pieno. I bulldog giocattolo non hanno bisogno di molte cure e amano stare in casa insieme a sonnecchiare.